# Diospyros acocksii
Diospyros acocksii är en tvåhjärtbladig växtart som först beskrevs av De Winter, och fick sitt nu gällande namn av De Winter. Diospyros acocksii ingår i släktet Diospyros och familjen Ebenaceae. Inga underarter finns listade i Catalogue of Life.